# Mezinárodní letiště Čúbu
Mezinárodní letiště Čúbu (japonsky 中部国際空港 [Čúbu kokusai kúkó], IATA kód: NGO, ICAO: RJGG) je mezinárodní letiště v Japonsku ležící u města Tokoname v prefektuře Aiči a sloužící především městu Nagoja a celé oblasti Čúbu, v které se nachází. Bylo vybudováno na umělém ostrově v zálivu Ise přibližně 33 kilometrů jižně od Nagoji. Po svém otevření 17. února 2005 nahradilo v roli nejvýznamnějšího letiště oblasti letiště Nagoja.
V dubnu 2017 bylo toto letiště leteckou základnou pro letecké společnosti All Nippon, Jetstar Japan a AirAsia Japan.